# Parafia Wniebowzięcia Najświętszej Maryi Panny w Torkach
Parafia Wniebowzięcia Najświętszej Maryi Panny w Torkach – parafia rzymskokatolicka znajdująca się w archidiecezji przemyskiej w dekanacie Przemyśl III.

## Historia
Torki były wzmiankowane już w 1446 roku. W 1926 roku grekokatolicy zbudowali murowaną cerkiew. W 1946 roku zostali osiedleni repatrianci z Mościsk i Lwowa. Na kościół rzymskokatolicki została zaadaptowana dawna cerkiew. 8 czerwca 1946 roku kościół został przyłączony do parafii Wyszatyce, a w 1948 roku do parafii Medyka.
24 lutego 1967 roku dekretem bpa Ignacego Tokarczuka została erygowana parafia pw. Wniebowzięcia Najświętszej Maryi Panny z wydzielonego terytorium parafii Medyka.
Na terenie parafii jest 857 wiernych.

## Proboszczowie
- ks. Bolesław Pilek (1967–1971)
- ks. kan. Aleksander Glazar (1971–2007)[5][6].

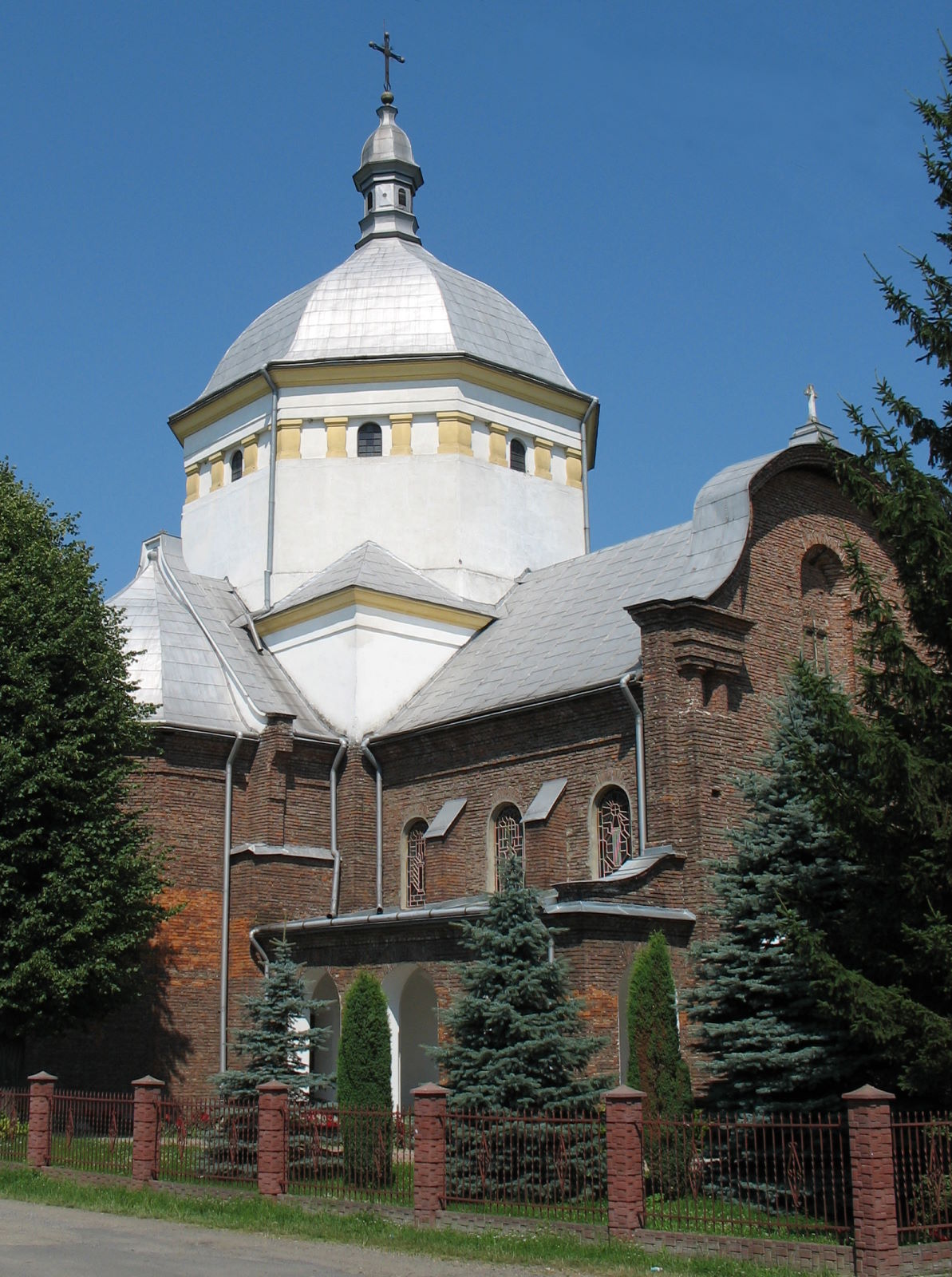
Kościół przed remontem

- ks. Kazimierz Szałaj (2007–2013)
- ks. Mieczysław Sobiło (od 2013)